# 7956 Yaji
7956 Yaji este un asteroid din centura principală de asteroizi.

## Descriere
7956 Yaji este un asteroid din centura principală de asteroizi. A fost descoperit pe 17 decembrie 1993 la Ōizumi de Takao Kobayashi. El prezintă o orbită caracterizată de o semiaxă mare de 3,09 ua, o excentricitate de 0,11 și o înclinație de 2,5° în raport cu ecliptica.